# Dmytro Čyhryns'kyj
Dmytro Anatolijovyč Čyhryns'kyj (in ucraino Дмитро Анатолійович Чигринський?; trasl. angl. Dmytro Anatoliyovych Chygrynskiy; Izjaslav, 7 novembre 1986) è un ex calciatore ucraino, di ruolo difensore.

## Carriera

### Club
Čyhryns'kyj inizia la sua carriera calcistica nelle giovanili del Karpaty Lviv.
All'età di quattordici anni (precisamente nel 2000), viene messo sotto contratto dallo Šachtar Donec'k. Esordisce nella Vyšča Liha già nel 2004, all'età di diciassette anni; nel 2005 viene però ceduto in prestito al Metalurh Zaporižžja per fare esperienza e incrementare le sue potenzialità. Dopo un periodo breve ma di successo tra le file dei Kozaky viene riscattato dallo Šachtar emergendo così tanto da essere considerato uno dei difensori più affidabili e una figura di spicco all'interno del club.
Grazie soprattutto a ciò riuscirà a debuttare in Champions League nel 2004 contro il Barcellona entrando dalla panchina. Nel corso delle stagioni successive riesce a rendersi ulteriormente indispensabile per la squadra al punto che a soli vent'anni diviene capitano per una partita di Coppa d'Ucraina a causa dell'assenza di Matuzalém (la partita sarà poi vinta 2-1 dai rivali della Dinamo Kiev).
Nella stagione 2007-2008 è stato stabilmente vice-capitano. A testimonianza del suo valore e dei suoi miglioramenti, il 7 maggio 2008 è stato nominato uomo-partita durante la partita di Coppa d'Ucraina giocata nuovamente a distanza di un anno contro i rivali storici della Dinamo Kiev (il risultato questa volta è stato 2-0 a favore degli arancio-neri). Circa un mese prima era riuscito a vincere anche il campionato ucraino.
Il 31 agosto 2009, ultimo giorno di calciomercato, viene ufficializzato il suo trasferimento al Barcellona per 25 milioni di euro.
Il 12 settembre 2009 fa il suo esordio con la maglia blaugrana, nella partita contro il Getafe.
Il 6 luglio 2010 lo Šachtar Donec'k  ufficializza il ritorno del giocatore dal Barcellona per 15 milioni di euro. Il 2 febbraio 2015 rescinde il suo contratto con il club ucraino.
Il 9 febbraio 2015 firma un contratto fino a fine stagione con il Dnipro.

### Nazionale
Dopo la stagione 2005-2006 e a causa dell'infortunio di Serhiy Fedorov, Čyhryns'kyj è stato convocato dall'allenatore della nazionale ucraina Oleh Blochin per disputare il campionato del mondo 2006 in Germania.
Poco tempo prima aveva giocato alcune partite con la nazionale Under-21, partecipando tra l'altro al campionato d'Europa 2006 di categoria: in quella rassegna i giovani ucraini avevano raggiunto la finale, venendo sconfitti dall'Paesi Bassi per 3-0, e lo stesso Čyhryns'kyj era stato inserito dall'UEFA nell'11 ideale del torneo.

## Statistiche

### Presenze e reti nei club
Statistiche aggiornate al 10 novembre 2022.
| Stagione         | Squadra             | Campionato       | Campionato | Campionato | Coppe nazionali | Coppe nazionali | Coppe nazionali | Coppe continentali | Coppe continentali | Coppe continentali | Altre coppe | Altre coppe | Altre coppe | Totale | Totale |
| Stagione         | Squadra             | Comp.            | Pres.      | Reti       | Comp.           | Pres.           | Reti            | Comp.              | Pres.              | Reti               | Comp.       | Pres.       | Reti        | Pres   | Reti   |
| ---------------- | ------------------- | ---------------- | ---------- | ---------- | --------------- | --------------- | --------------- | ------------------ | ------------------ | ------------------ | ----------- | ----------- | ----------- | ------ | ------ |
| 2003-2004        | Šachtar             | VL               | 1          | 0          | KU              | 0               | 0               | UCL+CU             | 0                  | 0                  | -           | -           | -           | 1      | 0      |
| 2004-2005        | Šachtar             | VL               | 0          | 0          | KU              | 1               | 0               | UCL+CU             | 1+0                | 0                  | SU          | 0           | 0           | 2      | 0      |
| 2005-gen. 2006   | Metalurh Zaporižžja | VL               | 15         | 2          | KU              | 3               | 0               | -                  | -                  | -                  | -           | -           | -           | 18     | 2      |
| gen.-giu. 2006   | Šachtar             | VL               | 11         | 3          | KU              | 0               | 0               | CU                 | 2                  | 0                  | SU          | -           | -           | 13     | 3      |
| 2006-2007        | Šachtar             | VL               | 17         | 0          | KU              | 3               | 1               | UCL+CU             | 4+4                | 0                  | SU          | 0           | 0           | 28     | 1      |
| 2007-2008        | Šachtar             | VL               | 27         | 3          | KU              | 6               | 1               | UCL                | 8                  | 0                  | SU          | 1           | 0           | 42     | 4      |
| 2008-2009        | Šachtar             | PL               | 23         | 1          | KU              | 3               | 0               | UCL+CU             | 7+8                | 0                  | SU          | 1           | 1           | 42     | 2      |
| ago. 2009        | Šachtar             | PL               | 4          | 0          | KU              | 0               | 0               | UCL+UEL            | 2+1                | 0                  | SU          | 1           | 0           | 8      | 0      |
| ago. 2009-2010   | Barcellona          | PD               | 12         | 0          | CR              | 2               | 0               | UCL                | 0                  | 0                  | Cmc         | 0           | 0           | 14     | 0      |
| 2010-2011        | Šachtar             | PL               | 16         | 2          | KU              | 0               | 0               | UCL                | 5                  | 1                  | SU          | 0           | 0           | 21     | 3      |
| 2011-2012        | Šachtar             | PL               | 6          | 0          | KU              | 1               | 0               | UCL                | 2                  | 0                  | SU          | 0           | 0           | 9      | 0      |
| 2012-2013        | Šachtar             | PL               | 11         | 1          | KU              | 3               | 0               | UCL                | 1                  | 0                  | SU          | 0           | 0           | 15     | 1      |
| 2013-2014        | Šachtar             | PL               | 3          | 1          | KU              | 0               | 0               | UCL                | 0                  | 0                  | SU          | 1           | 0           | 4      | 1      |
| 2014-gen. 2015   | Šachtar             | PL               | 1          | 0          | KU              | 2               | 1               | UCL                | -                  | -                  | SU          | 0           | 0           | 3      | 1      |
| Totale Šachtar   | Totale Šachtar      | Totale Šachtar   | 120        | 11         |                 | 19              | 3               |                    | 45                 | 1                  |             | 4           | 1           | 188    | 16     |
| gen.-giu. 2015   | Dnipro              | PL               | 2          | 0          | KU              | 2               | 0               | UEL                | -                  | -                  | -           | -           | -           | 4      | 0      |
| 2015-2016        | Dnipro              | PL               | 13         | 1          | KU              | 4               | 0               | UEL                | 2                  | 0                  | -           | -           | -           | 19     | 1      |
| Totale Dnipro    | Totale Dnipro       | Totale Dnipro    | 15         | 1          |                 | 6               | 0               |                    | 2                  | 0                  |             | -           | -           | 23     | 1      |
| 2016-2017        | AEK Atene           | SL               | 10+6       | 1          | CG              | 4               | 0               | UEL                | 2                  | 0                  | -           | -           | -           | 22     | 1      |
| 2017-2018        | AEK Atene           | SL               | 15         | 1          | CG              | 6               | 0               | UCL+UEL            | 2+5                | 0                  | -           | -           | -           | 28     | 1      |
| 2018-2019        | AEK Atene           | SL               | 15         | 0          | CG              | 6               | 0               | UCL                | 5                  | 0                  | -           | -           | -           | 26     | 0      |
| 2019-2020        | AEK Atene           | SL               | 14+7       | 1+2        | CG              | 4               | 0               | UEL                | 1                  | 0                  | -           | -           | -           | 26     | 3      |
| 2020-2021        | AEK Atene           | SL               | 16         | 0          | CG              | 3               | 0               | UEL                | 5                  | 0                  | -           | -           | -           | 24     | 0      |
| Totale AEK Atene | Totale AEK Atene    | Totale AEK Atene | 70+13      | 3+2        |                 | 23              | 0               |                    | 20                 | 0                  |             | -           | -           | 126    | 5      |
| 2021-2022        | Ionikos             | SL               | 22+5       | 0+1        | CG              | 0               | 0               | -                  | -                  | -                  | -           | -           | -           | 27     | 1      |
| 2022-2023        | Ionikos             | SL               | 9          | 0          | CG              | 0               | 0               | -                  | -                  | -                  | -           | -           | -           | 9      | 0      |
| Totale Iōnikos   | Totale Iōnikos      | Totale Iōnikos   | 31+5       | 0+1        |                 | 0               | 0               |                    | -                  | -                  |             | -           | -           | 36     | 1      |
| Totale carriera  | Totale carriera     | Totale carriera  | 281        | 20         |                 | 53              | 3               |                    | 67                 | 1                  |             | 4           | 1           | 405    | 25     |

### Cronologia presenze e reti in nazionale
| Cronologia completa delle presenze e delle reti in nazionale ― Ucraina | Cronologia completa delle presenze e delle reti in nazionale ― Ucraina | Cronologia completa delle presenze e delle reti in nazionale ― Ucraina | Cronologia completa delle presenze e delle reti in nazionale ― Ucraina | Cronologia completa delle presenze e delle reti in nazionale ― Ucraina | Cronologia completa delle presenze e delle reti in nazionale ― Ucraina | Cronologia completa delle presenze e delle reti in nazionale ― Ucraina | Cronologia completa delle presenze e delle reti in nazionale ― Ucraina |
| Data                                                                   | Città                                                                  | In casa                                                                | Risultato                                                              | Ospiti                                                                 | Competizione                                                           | Reti                                                                   | Note                                                                   |
| ---------------------------------------------------------------------- | ---------------------------------------------------------------------- | ---------------------------------------------------------------------- | ---------------------------------------------------------------------- | ---------------------------------------------------------------------- | ---------------------------------------------------------------------- | ---------------------------------------------------------------------- | ---------------------------------------------------------------------- |
| 7-2-2007                                                               | Tel Aviv                                                               | Israele                                                                | 1 – 1                                                                  | Ucraina                                                                | Amichevole                                                             | -                                                                      |                                                                        |
| 24-3-2007                                                              | Toftir                                                                 | Fær Øer                                                                | 0 – 2                                                                  | Ucraina                                                                | Qual. Euro 2008                                                        | -                                                                      |                                                                        |
| 28-3-2007                                                              | Odessa                                                                 | Ucraina                                                                | 1 – 0                                                                  | Lituania                                                               | Qual. Euro 2008                                                        | -                                                                      | 82’                                                                    |
| 2-6-2007                                                               | Saint-Denis                                                            | Francia                                                                | 2 – 0                                                                  | Ucraina                                                                | Qual. Euro 2008                                                        | -                                                                      |                                                                        |
| 13-10-2007                                                             | Glasgow                                                                | Scozia                                                                 | 3 – 1                                                                  | Ucraina                                                                | Qual. Euro 2008                                                        | -                                                                      |                                                                        |
| 17-10-2007                                                             | Kiev                                                                   | Ucraina                                                                | 5 – 0                                                                  | Fær Øer                                                                | Qual. Euro 2008                                                        | -                                                                      |                                                                        |
| 17-11-2007                                                             | Kaunas                                                                 | Lituania                                                               | 2 – 0                                                                  | Ucraina                                                                | Qual. Euro 2008                                                        | -                                                                      |                                                                        |
| 26-3-2008                                                              | Kiev                                                                   | Ucraina                                                                | 2 – 0                                                                  | Serbia                                                                 | Amichevole                                                             | -                                                                      |                                                                        |
| 24-5-2008                                                              | Rotterdam                                                              | Paesi Bassi                                                            | 3 – 0                                                                  | Ucraina                                                                | Amichevole                                                             | -                                                                      |                                                                        |
| 1-6-2008                                                               | Solna                                                                  | Svezia                                                                 | 0 – 1                                                                  | Ucraina                                                                | Amichevole                                                             | -                                                                      | 46’                                                                    |
| 20-8-2008                                                              | Leopoli                                                                | Ucraina                                                                | 1 – 0                                                                  | Polonia                                                                | Amichevole                                                             | -                                                                      |                                                                        |
| 11-10-2008                                                             | Charkiv                                                                | Ucraina                                                                | 0 – 0                                                                  | Croazia                                                                | Qual. Mondiali 2010                                                    | -                                                                      |                                                                        |
| 19-11-2008                                                             | Dnipropetrovs'k                                                        | Ucraina                                                                | 1 – 0                                                                  | Norvegia                                                               | Amichevole                                                             | -                                                                      | 46’                                                                    |
| 10-2-2009                                                              | Limassol                                                               | Slovacchia                                                             | 2 – 3                                                                  | Ucraina                                                                | Amichevole                                                             | -                                                                      | 68’                                                                    |
| 11-2-2009                                                              | Strovolos                                                              | Serbia                                                                 | 0 – 1                                                                  | Ucraina                                                                | Amichevole                                                             | -                                                                      | 46’                                                                    |
| 1-4-2009                                                               | Londra                                                                 | Inghilterra                                                            | 2 – 1                                                                  | Ucraina                                                                | Qual. Mondiali 2010                                                    | -                                                                      |                                                                        |
| 6-6-2009                                                               | Zagabria                                                               | Croazia                                                                | 2 – 2                                                                  | Ucraina                                                                | Qual. Mondiali 2010                                                    | -                                                                      |                                                                        |
| 10-6-2009                                                              | Kiev                                                                   | Ucraina                                                                | 2 – 1                                                                  | Kazakistan                                                             | Qual. Mondiali 2010                                                    | -                                                                      |                                                                        |
| 12-8-2009                                                              | Kiev                                                                   | Ucraina                                                                | 0 – 3                                                                  | Turchia                                                                | Amichevole                                                             | -                                                                      | 46’                                                                    |
| 5-9-2009                                                               | Kiev                                                                   | Ucraina                                                                | 5 – 0                                                                  | Andorra                                                                | Qual. Mondiali 2010                                                    | -                                                                      |                                                                        |
| 9-9-2009                                                               | Minsk                                                                  | Bielorussia                                                            | 0 – 0                                                                  | Ucraina                                                                | Qual. Mondiali 2010                                                    | -                                                                      |                                                                        |
| 25-5-2010                                                              | Charkiv                                                                | Ucraina                                                                | 4 – 0                                                                  | Lituania                                                               | Amichevole                                                             | -                                                                      |                                                                        |
| 29-5-2010                                                              | Leopoli                                                                | Ucraina                                                                | 3 – 2                                                                  | Romania                                                                | Amichevole                                                             | -                                                                      |                                                                        |
| 2-6-2010                                                               | Oslo                                                                   | Norvegia                                                               | 0 – 1                                                                  | Ucraina                                                                | Amichevole                                                             | -                                                                      | 61’                                                                    |
| 11-8-2010                                                              | Donec'k                                                                | Ucraina                                                                | 1 – 1                                                                  | Paesi Bassi                                                            | Amichevole                                                             | -                                                                      |                                                                        |
| 17-11-2010                                                             | Carouge                                                                | Svizzera                                                               | 2 – 2                                                                  | Ucraina                                                                | Amichevole                                                             | -                                                                      |                                                                        |
| 8-2-2011                                                               | Paralimni                                                              | Romania                                                                | 2 – 2 dts (2 – 4 dtr)                                                  | Ucraina                                                                | Amichevole                                                             | -                                                                      |                                                                        |
| 7-10-2011                                                              | Kiev                                                                   | Ucraina                                                                | 3 – 0                                                                  | Bulgaria                                                               | Amichevole                                                             | -                                                                      |                                                                        |
| 11-10-2011                                                             | Tallinn                                                                | Estonia                                                                | 0 – 2                                                                  | Ucraina                                                                | Amichevole                                                             | -                                                                      |                                                                        |
| Totale                                                                 |                                                                        | Presenze                                                               | 29                                                                     |                                                                        | Reti                                                                   | 0                                                                      |                                                                        |

## Palmarès

### Club

#### Competizioni nazionali
- Campionato ucraino: 7

Shakhtar Donetsk: 2005-2006, 2007-2008, 2010-2011, 2011-2012, 2012-2013, 2013-2014, 2023-2024
- Coppa d'Ucraina: 5

Shakhtar Donetsk: 2007-2008, 2010-2011, 2011-2012, 2012-2013, 2023-2024
- Supercoppa d'Ucraina: 4

Shakhtar Donetsk: 2008, 2012, 2013, 2014
- Campionato spagnolo: 1

Barcellona: 2009-2010
- Campionato greco: 1

AEK Atene: 2017-2018

#### Competizioni internazionali
- Coppa UEFA: 1

Shakhtar Donetsk: 2008-2009
- Coppa del mondo per club: 1

Barcellona: 2009